# Армагедон (кеч турнир)
Вижте пояснителната страница за други значения на Армагедон.
Армагедон беше кеч pay-per-view турнир, продуциран всеки декември (с изключение на 2001, когато е заместен от Отмъщение) от WWE, професионална кеч компания в Кънектикът.
Събитието е създадено през 1999, когато първия турнир се провежда на 12 декември 1999 в National Car Rental Center, Сънрайс, Флорида. След разширяването на марките, събитието става турнир на марката Разбиване през 2004 (с изключение на 2003, когато е турнир на мачрката Първична сила). През 2007, след КечМания, всички турнири представят и трите марки. Последното събитие се провежда през 2008, след като МСС: Маси, стълби и столове замества Армагедон през 2009.

## История
Армагедон беше pay-per-view (PPV) турнир, включващ главен мач и мачове преди него, в които се залагат титли или има други условия. Първия турнир Армагедон се провежда на 12 декември 1999 в National Car Rental Centerи се излъчва на живо по PPV. Турнирът е заместен от Отмъщение през 2001, заради атентатите от 11 септември; WWE усеща че името би обидило жертвите от атаките.
През 2002, WWF променя името си на WWE след съдебна заповед и проведоха Жребия, за да раздели състава си на техните две кеч шоута, Първична сила и Разбиване, след това ECW е добавено през 2006. След разделянето, мачовете включват кечисти само от съответното шоу. Първото събитие Армагедон продуцирано от WWE с разделен състав е Армагедон 2002. На следващата година, WWE обявяват че турнирите, с изключение на КечМания, Лятно тръшване, Сървайвър, и Кралски грохот, ще се провеждат само за съответна марка; Армагедон първо става турнир на Първична сила през 2003, но тогава остава като турнир на Разбиване от 2004 до 2006). След това, турнирите отново са на трите марки на WWE.

## Дати и места
██ Турнир на Първична сила
██ Турнир на Разбиване
| № | Име              | Дата        | Град                  | Място                             | Главен мач                                                                                      |
| - | ---------------- | ----------- | --------------------- | --------------------------------- | ----------------------------------------------------------------------------------------------- |
| 1 | Армагедон (1999) | 12 декември | Сънрайс, Флорида      | National Car Rental Center        | Трите Хикса срещу Винс Макмеън                                                                  |
| 2 | Армагедон (2000) | 10 декември | Бирмингам, Алабама    | Birmingham–Jefferson Civic Center | Кърт Енгъл срещу Ледения Стив Остин срещу Трите Хикса срещу Гробаря срещу Скалата срещу Рикиши1 |
| 3 | Армагедон (2002) | 15 декември | Сънрайс, Флорида      | Office Depot Center               | Шон Майкълс срещу Трите Хикса2                                                                  |
| 4 | Армагедон (2003) | 14 декември | Орландо, Флорида      | TD Waterhouse Centre              | Голдбърг срещу Трите Хикса срещу Кейн2                                                          |
| 5 | Армагедон (2004) | 12 декември | Далут, Джорджия       | Gwinnett Center                   | Джон „Брадшоу“ Лейфилд срещу Еди Гереро срещу Гробаря срещу Букър Ти3                           |
| 6 | Армагедон (2005) | 18 декември | Провидънс, Род Айлънд | Dunkin' Donuts Center             | Гробаря срещу Ренди Ортън                                                                       |
| 7 | Армагедон (2006) | 17 декември | Ричмънд, Вирджиния    | Richmond Coliseum                 | Батиста и Джон Сина срещу Финли и Крал Букър                                                    |
| 8 | Армагедон (2007) | 16 декември | Питсбърг, Пенсилвания | Mellon Arena                      | Батиста срещу Острието срещу Гробаря2                                                           |
| 9 | Армагедон (2008) | 14 декември | Бъфало, Ню Йорк       | HSBC Arena                        | Острието срещу Трите Хикса срещу Джеф Харди3                                                    |

Мач за:
1↑Титлата на WWF;
2↑Световната титла в тежка категория;
3↑Титлата на WWE